# Cuisine navarraise

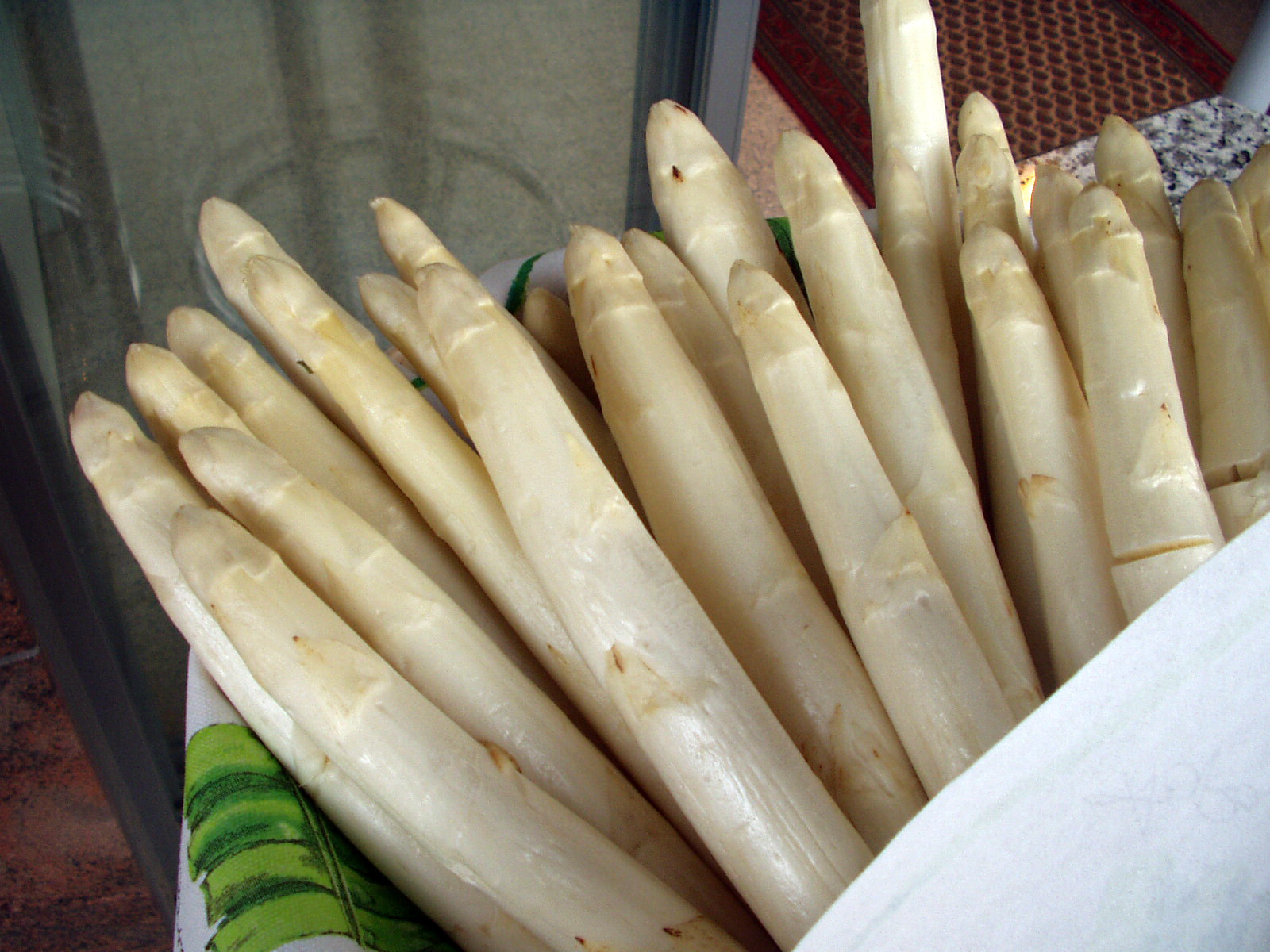
Les asperges ont été l'un des produits végétaux les plus distinctifs de la communauté autonome de Navarre.

La cuisine navarraise, malgré les influences qu'elle a reçues au cours des siècles de la cuisine basque, de la Rioja et de l'Aragon, a réussi à développer sa propre personnalité. Ces influences sont davantage visibles dans les zones frontalières de la région : au nord avec les Pyrénées et au sud avec une multitude de vallées et de grandes zones boisées menant à d'autres régions voisines. Au cours du XXe siècle, des efforts ont été faits pour que certains produits cultivés dans la région bénéficient d'une appellation d'origine propre, comme les produits cultivés dans les jardins maraîchers de Navarre : asperges, poivrons, artichauts et les viandes comme certaines races bovines d'origine pyrénéenne, ainsi que la production de produits tels que les fromages, la charcuterie, les vins et les liqueurs de prunelle.
En analysant les influences existantes sur la cuisine navarraise par produits, spécifiquement dans la partie nord de la Navarre, on constate qu'elle a certains points communs avec la cuisine basque (territoire avec lequel elle partage des liens culturels historiques), des plats, des ingrédients et des produits comme le fromage d'Idiazabal, le cidre et la goxua. Parallèlement, la gastronomie du sud de la Comunidad Foral, dont la culture est traditionnellement liée à celle des autres communautés de la moyenne vallée de l'Èbre (La Rioja et Aragon), partage des plats, des ingrédients et des produits tels que le ragoût de légumes, le zurracapote (cocktail au vin) ou des produits du jardin comme les asperges. Parmi les coutumes culinaires que l'on retrouve dans la région, citons le goût pour les sociétés gastronomiques et la préparation de pintxos (tapas).
Il convient également de noter que la Navarre a été l'itinéraire pyrénéen du chemin de Saint-Jacques-de-Compostelle (chemin navarrais), et donc un lieu de transit et d'influence avec la France. La cuisine navarraise a une tradition documentée qui remonte à l'Antiquité. Depuis la fin du XXe siècle, la cuisine miniature gagne en notoriété, dont les pintxos sont les plus grands représentants. Parmi les ingrédients caractéristiques de cette gastronomie figure la production de vin, qui utilise généralement le grenache.

## Boissons
Le vin est la boisson qui est principalement identifiée à la cuisine navarraise, en raison de sa production vinicole. Deuxièmement, la production de pacharán (eau-de-vie/liqueur macérée avec les baies du prunellier (prunus spinosa) est bien connue).

### Vins
La Navarre est une zone de production de vin avec une appellation d'origine (DO) qui s'étend du sud de la capitale de la Comunidad Foral de Navarre (Espagne), Pampelune, jusqu'au bassin versant de l'Èbre au sein de cette communauté. Dans la Denominación de Origen Navarra, il y a cinq sous-zones de production de vin différenciées par le climat et les circonstances du sol : Tierra Estella, Valdizarbe, Baja Montaña, Ribera Alta et Ribera Baja.
Les raisins Garnacha prédominent dans la production. Le conseil de réglementation considère cinq variétés rouges. En Navarre, les vins rosés sont produits en grande quantité, et c'est grâce à cette augmentation de la production que le vin navarrais a pu être caractérisé.

### Patxarán
La liqueur Patxarán est élaborée à partir des prunelles des forêts navarraises, qui font également l'objet d'une culture particulière. Le prunier pousse dans les zones de hêtraies, de chênaies et de chênaies pédonculées et, parfois, dans les chênaies vertes où le prunier fait partie du sous-bois et du maquis (aubépines et ronciers). Il est donc abondant dans toute la partie moyenne de la Navarre. Les caractéristiques de production de cette liqueur sont régies par les appellations et les sélections effectuées par le Conseil de l'appellation d'origine spécifique Pacharán Navarro. La liqueur est généralement bue en guise de digestif après les repas, généralement servie dans des verres.